# Spring Lake (condado de King, Washington)
Spring Lake es un lago ubicado en el condado de King, Washington, Estados Unidos, en el lugar designado para el censo de Maple Heights-Lake Desire. Se encuentra junto a Spring Lake/Lake Desire Park, en el lado opuesto del Lake Desire. El lago también ofrece posibilidades de pesca.

## Descripción
Spring Lake tiene una cuenca hidrográfica de 443 acres (179 ha). Se clasifica como oligotrófica, y generalmente tiene agua clara. Sin embargo, el crecimiento de algas es elevado y la calidad del agua parece disminuir con el tiempo. Hay un pantano ubicado en la orilla occidental del lago.
Spring Lake ha sufrido una infestación de malezas acuáticas nocivas. Este problema se ve agravado por la zona costera poco profunda del lago, incluido el pantano, que es un hábitat ideal para este tipo de plantas. La maleza más problemática del lago es la milenrama acuática euroasiática. La milenrama de agua es capaz de formar densas esteras, matar plantas nativas y destruir ecosistemas acuáticos. Otras malezas nocivas en el lago incluyen el fragante nenúfar, la salicaria y el iris de bandera amarilla. A partir de 2010, el control de la salicaria y los nenúfares fragantes ha tenido un gran éxito. La milenrama de agua sigue siendo un problema grave.
El Departamento de Pesca y Vida Silvestre de Washington abastece anualmente el lago con miles de truchas arco iris. La cabeza de toro marrón, la lobina negra y la perca amarilla también están presentes de forma natural en el lago. El acceso a la costa está limitado a una única rampa estrecha en la orilla suroeste del lago.

## Spring Lake/Lake Desire Park
Spring Lake está ubicado dentro de una gran red de parques y senderos. Spring Lake/Lake Desire Park es un parque 370 acres (149,7 ha) parque entre Spring Lake y Lake Desire. Echo Peak es un 900 pies (274,3 m) cumbre entre los dos lagos, ofreciendo vistas de ambos. Hay más de 3 millas (4,8 km) de senderos entre los lagos y muchos más en los parques circundantes. El sitio alguna vez fue un bosque industrial, pero ahora está administrado por Parques del Condado de King.